# Volley 2002 Forlì 2003-2004
Questa voce raccoglie le informazioni riguardanti il Volley 2002 Forlì nelle competizioni ufficiali della stagione 2003-2004.

## Stagione
La stagione 2003-04 è per il Volley 2002 Forlì, sponsorizzato dall'Icot Tec Europa Systems, la seconda consecutiva in Serie A1; in panchina viene chiamato Maurizio Moretti, sostituito a campionato in corso prima da Antonio Beccari e poi da Luigi Morolli, mentre la rosa viene quasi del tutto stravolta rispetto all'annata precedente con le uniche conferme di Tonia Poli, Rachele Sangiuliano, Elisa Galastri e Ramona Puerari: tra gli acquisti spiccano quelli di Yin Yin, Darina Mifkova, Kinga Maculewicz, Kenny Moreno e Ângela de Moraes, mentre tra le cessioni quelle di Monique Adams, Teodora Bečeva e Simona Rinieri.
Il campionato si apre con tre vittorie, tutte al tie-break, mentre la prima sconfitta arriva alla quarta giornata per 3-0, contro il Volley Bergamo, in trasferta, seguita da un ennesimo stop contro l'Asystel Volley: il girone di andata per la squadra di Forlì si conclude con un'alternanza di risultati che la portano al quinto posto in classifica. Il girone di ritorno comincia con una sconfitta per poi proseguire con due vittorie consecutive, prima di una serie di quattro insuccessi: la regular season si conclude con due vittorie e due sconfitte che portano il club all'ottavo posto in classifica, l'ultimo utile per accedere ai play-off scudetto. Nei quarti di finale la sfida è contro il Volley Bergamo che vince, seppur soffrendo in gara 1, entrambe le sfide utili per accedere alla fase successiva.
Tutte le squadre partecipanti alla Serie A1 2014-15 sono di diritto qualificate alla Coppa Italia: nei quarti di finale il Volley 2002 Forlì affronta la Pallavolo Reggio Emilia che vince sia la gara di andata che quella di ritorno eliminando le romagnole dalla competizione.

## Organigramma societario
Area direttiva
- Presidente: Giuseppe Camorani

Area tecnica
- Allenatore: Maurizio Moretti (fino al 17 novembre 2003), Antonio Beccari (dal 18 novembre 2003 al 13 marzo 2004), Luigi Morolli (dal 14 marzo 2004)
- Allenatore in seconda: Andrea Bazzocchi

Area sanitaria
- Medico: Morena Contri
- Fisioterapista: Michele Bianchi

## Rosa
| N° | Nome                | Ruolo | Data di nascita  | Nazionalità sportiva |
| -- | ------------------- | ----- | ---------------- | -------------------- |
| 1  | Ângela de Moraes    | C     | 15 ottobre 1972  | Brasile              |
| 2  | Doria Carnesecchi   | P     | 29 agosto 1965   | Italia               |
| 3  | Kenny Moreno        | S/O   | 6 gennaio 1979   | Colombia             |
| 4  | Tania Poli          | S     | 15 ottobre 1978  | Italia               |
| 5  | Petra Maleková      | S     | 8 marzo 1984     | Slovacchia           |
| 6  | Natalia Brussa      | S/O   | 13 febbraio 1985 | Argentina            |
| 7  | Rachele Sangiuliano | P     | 23 giugno 1981   | Italia               |
| 8  | Kinga Maculewicz    | C     | 25 maggio 1978   | Francia              |
| 9  | Elisa Galastri      | C     | 21 agosto 1978   | Italia               |
| 10 | Valentina Da Col    | S     | 26 maggio 1984   | Italia               |
| 11 | Darina Mifkova      | S     | 24 maggio 1974   | Italia               |
| 13 | Ramona Puerari      | L     | 7 aprile 1983    | Italia               |
| 14 | Alica Székelyová    | P     | 5 gennaio 1981   | Slovacchia           |
| 15 | Yin Yin             | S     | 2 febbraio 1974  | Cina                 |

## Mercato
| Acquisti | Acquisti          | Acquisti           | Acquisti   |
| R.       | Nome              | da                 | Modalità   |
| -------- | ----------------- | ------------------ | ---------- |
| S/O      | Natalia Brussa    | Central San Carlos | definitivo |
| P        | Doria Carnesecchi | Libertas Forlì     | prestito   |
| S        | Valentina Da Col  | Roma               | definitivo |
| C        | Ângela de Moraes  | Minas              | definitivo |
| S        | Petra Maleková    | ?                  | definitivo |
| C        | Kinga Maculewicz  | Spezzano           | definitivo |
| S        | Darina Mifkova    | Modena             | definitivo |
| S/O      | Kenny Moreno      | Club Padova        | definitivo |
| P        | Alica Székelyová  | Slávia Bratislava  | definitivo |
| S        | Yin Yin           | Zhejiang           | definitivo |

| Cessioni | Cessioni            | Cessioni          | Cessioni      |
| R.       | Nome                | a                 | Modalità      |
| -------- | ------------------- | ----------------- | ------------- |
| S        | Monique Adams       | ?                 | definitivo    |
| P        | Doria Carnesecchi   | Libertas Forlì    | fine prestito |
| S        | Teodora Bečeva      | Modena            | definitivo    |
| S        | Elisa Cella         | Corridonia        | definitivo    |
| P        | Cristiana Cremonesi | Roma              | definitivo    |
| S        | Angelica Ljungquist | ?                 | definitivo    |
| C        | Daria Parenti       | Curtatone         | definitivo    |
| S        | Tania Poli          | Cavazzale         | prestito      |
| C        | Su Li Qun           | Robursport Pesaro | definitivo    |
| S        | Simona Rinieri      | RC Cannes         | definitivo    |

## Risultati

### Serie A1

#### Girone di andata
| 1ª giornata - 5 ottobre 2003 PalaGalassi, Forlì                  | Forlì                | 3 - 2 | Vicenza            | 17-25, 25-21, 31-33, 25-15, 15-10 |
| 2ª giornata - 8 ottobre 2003 PalaDionigi, Sant'Angelo in Lizzola | Robursport Pesaro    | 2 - 3 | Forlì              | 27-25, 23-25, 20-25, 26-24, 11-15 |
| 3ª giornata - 12 ottobre 2003 PalaPaganelli, Sassuolo            | San Giorgio Sassuolo | 2 - 3 | Forlì              | 21-25, 26-24, 25-21, 19-25, 11-15 |
| 4ª giornata - 18 ottobre 2003 PalaGalassi, Forlì                 | Forlì                | 0 - 3 | Bergamo            | 20-25, 21-25, 12-25               |
| 5ª giornata - 23 novembre 2003 PalaDalLago, Novara               | Asystel              | 3 - 1 | Forlì              | 25-27, 25-23, 25-22, 25-20        |
| 6ª giornata - 25 novembre 2003 PalaGalassi, Forlì                | Forlì                | 3 - 0 | Giannino Pieralisi | 25-22, 25-18, 25-17               |
| 7ª giornata - 30 novembre 2003 PalaGalassi, Forlì                | Forlì                | 1 - 3 | Reggio Emilia      | 25-17, 16-25, 22-25, 22-25        |
| 8ª giornata - 6 dicembre 2003 PalaDeAndrè, Ravenna               | Olimpia Ravenna      | 1 - 3 | Forlì              | 25-17, 20-25, 22-25, 22-25        |
| 9ª giornata - 14 dicembre 2003 PalaGalassi, Forlì                | Forlì                | 2 - 3 | Sirio Perugia      | 22-25, 25-22, 25-23, 16-25, 21-23 |
| 10ª giornata - 21 dicembre 2003 PalaPanini, Modena               | Modena               | 3 - 1 | Forlì              | 25-20, 25-19, 22-25, 25-21        |
| 11ª giornata - 17 gennaio 2004 PalaGalassi, Forlì                | Forlì                | 3 - 2 | Chieri             | 25-23, 21-25, 27-25, 16-25, 15-12 |

#### Girone di ritorno
| 12ª giornata - 25 gennaio 2004 Palasport Città di Vicenza, Vicenza | Vicenza            | 3 - 2 | Forlì                | 19-25, 26-24, 27-29, 25-22, 15-12 |
| 13ª giornata - 1º febbraio 2004 PalaGalassi, Forlì                 | Forlì              | 3 - 1 | Robursport Pesaro    | 16-25, 25-20, 28-26, 25-21        |
| 14ª giornata - 8 febbraio 2004 PalaGalassi, Forlì                  | Forlì              | 3 - 2 | San Giorgio Sassuolo | 17-25, 25-21, 16-25, 25-21, 15-13 |
| 15ª giornata - 11 febbraio 2004 PalaNorda, Bergamo                 | Bergamo            | 3 - 0 | Forlì                | 25-18, 28-26, 29-27               |
| 16ª giornata - 15 febbraio 2004 PalaGalassi, Forlì                 | Forlì              | 0 - 3 | Asystel              | 22-25, 22-25, 21-25               |
| 17ª giornata - 29 febbraio 2004 PalaTriccoli, Jesi                 | Giannino Pieralisi | 3 - 0 | Forlì                | 25-18, 25-22, 25-17               |
| 18ª giornata - 6 marzo 2004 PalaBigi, Reggio nell'Emilia           | Reggio Emilia      | 3 - 2 | Forlì                | 25-20, 22-25, 27-29, 25-23, 15-13 |
| 19ª giornata - 10 marzo 2004 PalaGalassi, Forlì                    | Forlì              | 3 - 2 | Olimpia Ravenna      | 23-25, 13-25, 25-15, 25-19, 15-11 |
| 20ª giornata - 14 marzo 2004 PalaEvangelisti, Perugia              | Sirio Perugia      | 3 - 1 | Forlì                | 25-22, 25-18, 23-25, 25-15        |
| 21ª giornata - 21 marzo 2004 PalaGalassi, Forlì                    | Forlì              | 3 - 0 | Modena               | 25-18, 25-21, 25-21               |
| 22ª giornata - 24 marzo 2004 PalaMaddalene, Chieri                 | Chieri             | 3 - 2 | Forlì                | 25-17, 22-25, 16-25, 25-21, 15-13 |

#### Play-off scudetto
| Quarti di finale (gara 1) - 27 marzo 2004 PalaGalassi, Forlì | Forlì   | 2 - 3 | Bergamo | 27-25, 14-25, 25-17, 20-25, 10-15 |
| Quarti di finale (gara 2) - 30 marzo 2004 PalaNorda, Bergamo | Bergamo | 3 - 0 | Forlì   | 25-21, 25-23, 25-16               |

### Coppa Italia

#### Fase a eliminazione diretta
| Ottavi di finale (andata) - 2 novembre 2003 PalaBigi, Reggio nell'Emilia | Reggio Emilia | 3 - 2 | Forlì         | 23-25, 26-24, 25-19, 18-25, 15-8 |
| Ottavi di finale (ritorno) - 16 novembre 2003 PalaGalassi, Forlì         | Forlì         | 1 - 3 | Reggio Emilia | 25-14, 24-26, 18-25, 18-25       |

## Statistiche

### Statistiche di squadra
| Competizione | Punti | In casa | In casa | In casa | In trasferta | In trasferta | In trasferta | Totale | Totale | Totale |
| Competizione | Punti | G       | V       | P       | G            | V            | P            | G      | V      | P      |
| ------------ | ----- | ------- | ------- | ------- | ------------ | ------------ | ------------ | ------ | ------ | ------ |
| Serie A1     | 28    | 12      | 7       | 5       | 12           | 3            | 9            | 24     | 10     | 14     |
| Coppa Italia | -     | 1       | 0       | 1       | 1            | 0            | 1            | 2      | 0      | 2      |
| Totale       | -     | 13      | 7       | 6       | 13           | 3            | 10           | 26     | 10     | 16     |

G = partite giocate; V = partite vinte; P = partite perse

### Statistiche dei giocatori
| N. Brussa      | 16  | 21  | 19  | 2  | 0  | Statistiche assenti | Statistiche assenti |
| D. Carnesecchi | 1   | 0   | 0   | 0  | 0  | Statistiche assenti | Statistiche assenti |
| V. Da Col      | ?   | ?   | ?   | ?  | ?  | Statistiche assenti | Statistiche assenti |
| Â. de Moraes   | 24  | 241 | 189 | 44 | 8  | Statistiche assenti | Statistiche assenti |
| E. Galastri    | 23  | 224 | 166 | 55 | 3  | Statistiche assenti | Statistiche assenti |
| K. Maculewicz  | 22  | 156 | 114 | 37 | 5  | Statistiche assenti | Statistiche assenti |
| P. Maleková    | 3   | 2   | 1   | 1  | 0  | Statistiche assenti | Statistiche assenti |
| D. Mifkova     | 23  | 308 | 269 | 26 | 13 | Statistiche assenti | Statistiche assenti |
| K. Moreno      | 22  | 242 | 220 | 17 | 5  | Statistiche assenti | Statistiche assenti |
| T. Poli        | 3   | 0   | 0   | 0  | 0  | Statistiche assenti | Statistiche assenti |
| R. Puerari     | 24  | -   | -   | -  | -  | Statistiche assenti | Statistiche assenti |
| R. Sangiuliano | 23  | 91  | 24  | 42 | 25 | Statistiche assenti | Statistiche assenti |
| A. Székelyová  | 113 | 8   | 7   | 1  | 0  | Statistiche assenti | Statistiche assenti |
| Y. Yin         | 24  | 314 | 269 | 29 | 16 | Statistiche assenti | Statistiche assenti |

P = presenze; PT = punti totali; AV = attacchi vincenti; MV = muri vincenti; BV = battute vincenti